# Fábio Junqueira
Fábio César Nogueira Junqueira (São Paulo, 30 de março de 1956 — Rio de Janeiro, 20 de novembro de 2008) foi um ator, professor e diretor de televisão, cinema e teatro brasileiro. Era pai de Caio Junqueira, morto em janeiro de 2019, padrasto de Jonas Torres e irmão de Beatriz Junqueira, todos atores.

## Biografia
Estreou no teatro aos doze anos de idade no Teatro Amador do Benett (TAB), sob a direção de Lúcia Coelho e contracenando com o também ator Daniel Dantas.
Foi professor de teatro e arte do Instituto Santo André, no Rio de Janeiro, no final da década de 1970.
Participou de dois dos mais importantes grupos de teatro que renovaram a cena carioca durante a ditadura militar (1964-1985): Asdrúbal Trouxe o Trombone e o Pessoal do Despertar (1979-1984). Em 1982, atuou com Marília Pêra, Domingos de Oliveira e Tiago Santiago na peça Adorável Júlia, readaptação do texto de Somerset Maughan. Nos anos 2000, participou da montagem teatral de Separações, de Domingos de Oliveira, interpretando Diogo. A peça depois virou longa-metragem com mesmo nome e elenco principal.
Trabalhou como assistente de direção nas novelas História de Amor (1995) e Quem É Você? (1996).
Foi diretor do núcleo de TV, rádio e cinema na Multirio, empresa Municipal de Multimeios, vinculada à Secretaria Municipal de Educação da Prefeitura da cidade do Rio de Janeiro.
Morreu aos 52 anos, em novembro de 2008, após ter dado entrada, em julho do mesmo ano, na Casa de Saúde São José, no Humaitá (RJ), com um edema cerebral, consequência de um câncer no cérebro. Seu corpo foi velado no dia seguinte no Cemitério São João Batista, em Botafogo.

## Carreira

### No teatro
Como Ator
- 2000 – Separações - Diogo
- 1999 – Um sopro no ar[3]
- 1995 – As Armas e o Homem de Chokollate - A mais búlgara das operações[6], direçao de Cláudio Torres Gonzaga
- 1995 – Frankenstein
- 1994 – Lamartine II, O Resgate[7]
- 1993 – O Mercador de Veneza[8]
- 1992 – Comédia dos Erros, de William Shakespeare, sob direção de Cláudio Torres Gonzaga[9]
- 1991 – La Ronde, direção de Ulysses Cruz[10]
- 1990 – Lamartine para Inglês Ver (musical)
- 1983 – O Círculo de Giz Caucasiano
- 1982 – Adorável Júlia
- 1982 – A Tempestade, de William Shakespeare (Pessoal do Despertar)
- 1980 – Happy End (Pessoal do Despertar)
- 1979 – O Despertar da Primavera (Pessoal do Despertar)
- 1978 – Triste fim de Policarpo Quaresma
- 1977 – Trate-me Leão (Asdrúbal Trouxe o Trambone)

Como Diretor
- 2000 – Paquetá Connection Acústico

### Na televisão

#### Como ator
- 2004 - A Escrava Isaura - Dr. Paulo (Rede Record)
- 2003 - Mulheres Apaixonadas - Marcondes
- 2002 - O Quinto dos Infernos - Avelar
- 2001 - O Clone - Chuvas
- 1992 - Deus nos Acuda - Oswaldo
- 1993-2000 - Você Decide (8 episódios)
- 1999 - Chiquinha Gonzaga - João Batista
- 1999 - Vila Madalena - Bruno
- 1998 - "Por Amor" - Maurício (participação)
- 1998 - Torre de Babel - Edgar
- 1996 - Quem É Você? - Paulo
- 1995 - Quatro por Quatro (Globo) - Dr. Ferreira
- 1995 - Malhação  (Globo) - Márcio
- 1995 - História de Amor (Globo) - Fabrício
- 1993 - Olho no Olho (Globo) - Sergio Matos [11][12]
- 1993 - Sex Appeal (Globo) - Bruno
- 1992 - As Noivas de Copacabana (Globo) - Raul
- 1991 - Salomé (Globo) - De Paula
- 1990 - Meu Bem Meu Mal  (Globo) - Detetive
- 1990 - Riacho Doce - Frei Hans[13]
- 1990 - Fronteiras do Desconhecido - Padre Cícero
- 1989 - Pacto de Sangue - Carlos Albuquerque
- 1988 - Vale Tudo - Fred
- 1984 - Marquesa de Santos - João Pinto (Rede Manchete)
- 1980 - O Bem Amado (Série) - assaltante
- 1982 - O Homem Proibido
- 1981 - Terras do Sem-fim - Sérgio Moura
- 1981 - Ciranda de Pedra - Pedro
- 1980 - Marina - José

#### Como diretor
- 2007 - Luz do Sol (Record)
- 2006 - Cidadão Brasileiro (Record)
- 2005 - Essas Mulheres (Record)
- 2004 - A Escrava Isaura (Record)
- 2001 - Roda da Vida (Record)
- 2000 - Na Arquibancada (TVE)
- 1998 - Corpo Dourado (Rede Globo)
- 1996 - Anjo de Mim (Rede Globo)
- 1996 - Quem é Você (Rede Globo)
- 1995 - História de Amor (Rede Globo)
- 1999 - Paquetá Connection (NET)

### No cinema
- Separações - Diogo (2002)
- Policarpo Quaresma - Herói do Brasil (1998) –  Rocha
- O Judeu (1996) - Luis Barbuda
- Kickboxer 3: The Art of War (1992) - Brumado
- Jorge, um Brasileiro (1998) - Fábio
- Nunca Fomos Tão Felizes (1984), de Murilo Salles - Policial (1984)
- Bar Esperança (1983) – Durval
- O Bom Burguês (1983) – Paulo